# 船坂与兵衛
船坂 与兵衛（與兵衛、ふなさか よへい、1857年4月1日（安政4年3月7日） - 1914年（大正3年）10月13日）は、明治時代の政治家。神職。殖産家。衆議院議員。本名・真楫（まかじ）、初名・永胤、通称・与兵衛、号:鉄壁・水松園・櫟園。

## 経歴
飛騨国吉城郡瓜巣村、のちの岐阜県吉城郡国府村（国府町を経て現高山市国府町）出身。漢学を修める。農業を営む。
学校世話役、国府村副戸長、小学校訓導、荒城神社祠官、学務委員、岐阜県会議員、吉城郡会議員を歴任した。ほか、国益社を創立し養蚕や植林事業に尽くした。
1892年（明治25年）2月の第2回衆議院議員総選挙では岐阜県第7区から出馬し当選。衆議院議員を1期務めた。
和歌を能くした。

## 著作
- 船坂真楫著、船坂楫夫編『檪園歌集 : 附・鉄壁詩稿』船坂与兵衛、1925年。